# Sciagura di Bologna
La sciagura di Bologna è un incidente stradale avvenuto il 3 aprile 1938, durante la gara automobilistica  Mille Miglia.

## Storia

### Il contesto
Le competizioni velocistiche su strada erano nate contemporaneamente all'automobile e rappresentavano dei tradizionali appuntamenti sportivi, spesso di importanza nazionale o internazionale, puntualmente seguiti da ali di folla, assiepata ai bordi delle vie. L'accadere di numerosi incidenti, che sovente coinvolgevano gli spettatori con morti o feriti, rientrava nel normale svolgimento delle manifestazioni.

### L'incidente
Durante la fase di ritorno da Roma verso Brescia, la XII edizione della Mille Miglia venne funestata da un gravissimo incidente. 
L'equipaggio genovese Magnanego-Bruzzi, alla guida della Lancia Aprilia n. 101 targata GE 25355, giunse al posto di controllo gara, sito in piazzale di Porta Zamboni a Bologna, verso le ore 16.30 del 3 aprile 1938.
Dopo la timbratura, l'Aprilia riprese velocemente la marcia, ma attraversando le rotaie della linea tramviaria, sensibilmente sopraelevate rispetto al piano stradale, il pilota perse il controllo della vettura, che andò a rovesciarsi addosso alla folla assiepata sul marciapiede spartitraffico di viale Berti. Il bilancio dell'incidente fu tragico: nell'immediatezza si contarono 10 morti, di cui 7 bimbi, oltre a 24 feriti, alcuni dei quali gravi.
Quasi contemporaneamente l'Alfa Romeo 8C 2300 Monza n. 150 dell'equipaggio veronese Suppo-Terragnoli, iscritti con gli pseudonimi "Ventuno" e "Ventidue", sbandò in una curva presa a velocità troppo elevata in via Roma, sul circuito cittadino di Ferrara, travolgendo le transenne e la folla retrostante. Si contarono sei feriti.
Alle ore 17.15, la Fiat 1100 n. 38 dell'equipaggio pavese Franco-Bonacossa, percorrendo in piena velocità la SS 16 nel tratto rettilineo Rovigo-Monselice, all'altezza di Stanghella travolse una ragazzina, Tersilla Rizzo, uccidendola sul colpo.

### Le conseguenze
In seguito a queste sciagure ed a quelle accadute nelle edizioni precedenti, Benito Mussolini decise di vietare la Mille Miglia su strade ordinarie. L'anno seguente la gara non ebbe luogo, mentre nel 1940 venne organizzato il "Gran Premio di Brescia delle Mille Miglia", che si svolse, in un circuito assai limitato e ben sorvegliato, sul tracciato triangolare ricavato dalle strade statali che congiungevano Brescia, Mantova e Cremona.
Il divieto decadde nel dopoguerra e la Mille Miglia riprese fino al verificarsi della tragedia di Guidizzolo, che ne segnò definitivamente la soppressione.